# 理查德·米德
理查德·米德（英語：Richard Meade，1938年12月4日—2015年1月8日），英国男子马术运动员。他曾代表英国参加1964年、1968年、1972年和1976年夏季奥林匹克运动会马术比赛，获得三枚金牌。